# 1072
| Calendário gregoriano                                                        | 1072 MLXXII                                          |
| Ab urbe condita                                                              | 1825                                                 |
| Calendário arménio                                                           | 521 – 522                                            |
| Calendário bahá'í                                                            | -772 – -771                                          |
| Calendário budista                                                           | 1616                                                 |
| Calendário chinês                                                            | 3768 – 3769 Início a 22 de janeiro (aproximadamente) |
| Calendário copta                                                             | 788 – 789                                            |
| Calendário etíope                                                            | 1064 – 1065                                          |
| Calendários hindus - Vikram Samvat - Calendário nacional indiano - Cáli Iuga | 1127 – 1128 993 – 994 4172 – 4173                    |
| Calendário Holoceno                                                          | 11072                                                |
| Calendário islâmico                                                          | 464 – 465                                            |
| Calendário judaico                                                           | 4832 – 4833                                          |
| Calendário persa                                                             | 450 – 451                                            |
| Calendário rúnico                                                            | 1322                                                 |
| Calendário solar tailandês                                                   | 1615                                                 |

1072 (MLXXII, na numeração romana) foi um ano bissexto do século XI do Calendário Juliano, da Era de Cristo, e as suas letras dominicais foram A e G (52 semanas), teve início a um domingo e terminou a uma segunda-feira.
No território que viria a ser o reino de Portugal estava em vigor a Era de César que já contava 1110 anos.
| Ano completo                       |
| ---------------------------------- |
| Ano bissexto com início ao domingo |

## Eventos
- D. Afonso VI retoma a coroa de Leão e assume a de Castela (Batalha de Golpejera).
- O rei Sancho II de Castela foi traído e morto a facadas no Portão do Traidor, na antiga muralha da cidade de Zamora[1]

## Mortes
- 28 de Março - Ordulfo da Saxónia, duque do Saxe n. 1020.